# Steven Thicot
Steven Thicot, também conhecido como Tikito (Montreuil, 14 de fevereiro de 1987) é um futebolista profissional francês que atua como zagueiro. Atualmente, está sem clube.

## Carreira
Thicot começou a carreira na base do Nantes em 2003. Em 2012, 2015 e 2016, ele jogou na elite do futebol português. Também passou pelo futebol escocês e romeno.